# Julia Ibarra
Julia Ibarra Pérez-Campoamor (Lugo, 1923 - Oviedo, mayo de 2002) Profesora, filóloga y escritora española.

## Biografía
Nacida accidentalmente en Lugo, donde su padre había sido destinado. Fue profesora de latín y comenzó a publicar siendo ya una mujer madura. 
En 1987 fue galardonada con el Premio Tigre Juan por Sasia la viuda, editada a posteriori por la editorial Júcar. El libro es una recreación novelada de un hecho histórico en la Roma clásica. Contrajo matrimonio con Ignacio de la Concha, catedrático de Historia del Derecho de la Universidad de Oviedo. Julia fue catedrática de Instituto en Girona, Lugo, Gijón y Oviedo.

## Libros
- 1983, La melodramática vida de Carlota Leopolda
- 1986, La mecedora
- 1987, Sasia la viuda.
- 1989, Cuentos de ánima trémula
- 1995, Mujeres en el sofá
- 1997, Todas adorábamos el negro